# Karl Zwengauer
Karl Zwengauer (* 20. Oktober 1882 in Neuhausen-Nymphenburg; † 30. September 1943 in Garmisch-Partenkirchen) war ein deutscher Generalleutnant im Zweiten Weltkrieg.

## Leben
Karl war der Sohn des Landschaftsmalers Anton Georg Zwengauer und Enkel des Biedermeier-Malers Anton Zwengauer.
Zwengauer trat 1901 nach Abschluss seiner Kadettenausbildung als Fähnrich in das 8. Feldartillerie-Regiment der Bayerischen Armee ein. Nach Abschluss der Kriegsschule München wurde er am 9. März 1903 zum Leutnant befördert und als Batterieoffizier in seine Stammeinheit zurückversetzt. Um das Jahr 1911 wurde er zum Oberleutnant befördert und im Herbst 1914 schließlich zum Hauptmann.
Er nahm am Ersten Weltkrieg teil und wurde beiden Klassen des Eisernen Kreuzes, dem Bayerischen Militärverdienstorden IV. Klasse mit Schwertern, dem Verwundetenabzeichen in Schwarz sowie dem Eisernen Halbmond ausgezeichnet.
Während des Zweiten Weltkriegs wurde Zwengauer Anfang Februar 1940 als Inspekteur der Wehrersatzinspektion nach Leipzig beordert. Noch im gleichen Jahr gab er die Inspektion wieder ab und wurde Anfang April 1941 der Führerreserve des Oberkommandos des Heeres (OKH) zugeteilt. Am 31. März 1943 wurde er endgültig aus dem aktiven Dienst der Wehrmacht verabschiedet. Ein halbes Jahr später verstarb er.